# Erszényesek
Az erszényesek (Marsupialia) az emlősök osztályának (Mammalia), azon belül az elevenszülő emlősök (Theria) alosztályának egyik alosztályágát alkotják. Jellemzőjük, hogy az újszülöttek igen fejletlenül, úgynevezett „praktikusan embrionális” állapotban jönnek a világra. A fejletlen újszülöttek egyedfejlődése a születés után az anyaállat testén kívül, gyakran az emlőket körülvevő bőrredőben, az erszényben folytatódik. Az erszényes emlősöknek a fejlettebb emlősöktől eltérően nincs méhlepényük (placenta).

## Nevük eredete
A magyar erszényesek elnevezést Vajda Péter alkotta 1841-ben, a marsupiaux tükörfordításával – a francia kifejezés az erszényt jelentő latin marsupium szóból ered; az akkor ismert erszényeseket már a 17. században is marsupiale néven is emlegették. Az állatcsoportnak Johann Karl Wilhelm Illiger adta 1811-ben a Marsupialia tudományos nevet.
Az újabb keletű Metatheria nevet Thomas Henry Huxley vezette be 1880-ban (a görög meta- és theria elemekből; szó szerinti jelentése „más állatok”). A Metatheria azonban nem szinonimája a Marsupialia-nak, azaz az erszényeseknek. Igaz ugyan, hogy a Metatheria egyedüli élő képviselői az erszényesek, de a csoportba az erszényesek mellett számos kihalt emlőscsoport is tartozik.

## Rendszerezésük
Az erszényesek 297 (recens) faját ismerjük, ám az őslénykutatók számos fosszilis erszényest is leírtak. A ma élő erszényeseket a legkorszerűbb rendszertanok 7 rend 20 családjának 86 nemébe sorolják.
Az alábbi lista az erszényesek rendjeit és családjait tartalmazza.
- Oposszumalakúak (Didelphimorphia) Gill, 1872 (Észak-, Közép- és Dél-Amerika)
  - Oposszumfélék (Didelphidae) Gray, 1821 (Észak-, Közép- és Dél-Amerika)
- Cickányoposszum-alakúak (Paucituberculata) Ameghino, 1894 (Dél-Amerika)
  - Cickányoposszum-félék (Caenolestidae) Trouessart, 1898 (Dél-Amerika)
- Törpeoposszum-alakúak (Microbiotheria) Ameghino, 1889 (Dél-Amerika)
  - Törpeoposszumok (Microbiotheriidae) Ameghino, 1887 (Dél-Amerika)
- †Yalkaparidontia Archer, Hand & Godthelp, 1988 (Ausztrália)
  - †Yalkaparidontidae Archer, Hand & Godthelp, 1988 (Ausztrália)
- Erszényes ragadozók (Dasyuromorphia) Gill, 1872 (Ausztrália)
  - Erszényesnyestfélék (Dasyuridae) Goldfuss, 1820 (Ausztrália)
  - Erszényeshangyász-félék (Myrmecobiidae) Waterhouse, 1838 (Ausztrália)
  - † Erszényesfarkas-félék (Thylacinidae) Bonaparte, 1838 (Ausztrália)
- Bandikutalakúak (Peramelemorphia) Ameghino, 1889 (Ausztrália, Délkelet-Ázsia)
  - Bandikutfélék (Peramelidae) Gray, 1825 (Ausztrália)
  - †Chaeropdidae Gill, 1872 (Ausztrália)
  - Erszényesnyúlfélék (Thylacomyidae) Bensley (Ausztrália)
  - †Yaralidae Muirhead, 2000 (Ausztrália)
- Erszényesvakond-alakúak (Notoryctemorphia) Kirsch, 1977 (Ausztrália)
  - Erszényesvakond-félék (Notoryctidae) Ogilby, 1892 (Ausztrália)
- Diprotodontia Owen, 1866 (Ausztrália, Délkelet-Ázsia)
  - †Palorchestidae Tate, 1948 (Ausztrália)
  - †Erszényesoroszlán-félék (Thylacoleonidae) Gill, 1872 (Ausztrália)
  - †Wynyardiidae Osgood, 1921 (Ausztrália)
  - Erszényespele-félék (Burramyidae) Broom, 1898 (Ausztrália)
  - Kuszkuszfélék (Phalangeridae) Thomas, 1888 (Ausztrália, Délkelet-Ázsia)
  - Gyűrűsfarkú erszényesek (Pseudocheiridae) Archer, 1984 (Ausztrália)
  - Erszényesmókus-félék (Petauridae) Bonaparte, 1838 (Ausztrália, Délkelet-Ázsia)
  - Mézrablóerszényes-félék (Tarsipedidae) Gervais & Verreaux, 1842 (Ausztrália)
  - Tollfarkú erszényesek (Acrobatidae) Aplin, 1987 (Ausztrália)
  - †Diprotodontidae Gill, 1872 (Ausztrália)
  - †Zygomaturidae Stirton, Woodburne & Plane, 1967 (Ausztrália)
  - †Ilariidae Tedford & Woodburne, in Archer, 1987 (Ausztrália)
  - Vombatfélék (Vombatidae) Burnett, 1830 (Ausztrália)
  - Koalafélék (Phascolarctidae) Owen, 1839 (Ausztrália)
  - †Balbaridae Flannery, Archer & Plane, 1983 (Ausztrália)
  - Pézsma-patkánykenguru-félék (Hypsiprymnodontidae) Collett, 1877 (Ausztrália)
  - Patkánykenguru-félék (Potoroidae) Gray, 1821 (Ausztrália)
  - Kengurufélék (Macropodidae) Gray, 1821 (Ausztrália)

### Régebbi rendszertanok
A 20. század első felében az erszényeseket fogazatuk alapján osztották fel két nagy csoportra:
- Sokfogú erszényesek (Polyprotodontia)
- Kevésfogú erszényesek (Diprotodontia)

A 20. század közepére világossá vált, hogy az erszényesek törzsfejlődése során a fogak száma nem a rokonsági viszonyoknak megfelelően változott. A század második felében ezért öt – általában öregcsaládnak tekintett – csoportba osztották őket:
- Oposszumszerűek (Didelphoidea)
- Erszényesnyest-szerűek (Dasyuroidea)
- Bandikutszerűek (Perameloidea)
- Cickányoposszum-szerűek (Caenolestoidea)
- Kúszóerszényes-szerűek (Phalangeroidea)

A jelenleg is használatos rendszert a zoológusok a 20. század végén fogadták el.

### A rendszerezés vitatott kérdései
Egyes – főként az őslényeket is besoroló – rendszertanok az erszényesek hét rendjét két nagyobb csoportba foglalják össze:
- Ameridelphia Szalay, 1982
  - Oposszumalakúak rendje (Didelphimorphia) Gill, 1872
  - Cickányoposszum-alakúak rendje (Paucituberculata) Ameghino, 1894
- Australidelphia Szalay, 1982
  - Törpeoposszum-alakúak rendje (Microbiotheria) Ameghino, 1889
  - Erszényes ragadozók rendje (Dasyuromorphia) Gill, 1872
  - Bandikutalakúak rendje (Peramelemorphia) Kirsch, 1968
  - Erszényesvakond-alakúak rendje (Notoryctemorphia) Kirsch, 1977
  - Kúszóerszényes-alakúak rendje (Diprotodontia) Owen, 1866

Ebben a felosztásban figyelmet érdemel, hogy a törpeoposszum-alakúak rendje, amely a jelenkorban Dél-Amerikára jellemző, nem az Ameridelphia, hanem az Australidelphia csoportba tartozik. Ennek oka az, hogy a törpeoposszumok az egykor jégmentes Antarktiszon alakultak ki, és közelebbi rokonai az ausztrál régió jelenlegi erszényeseinek, mint a többi amerikainak.

## Felfedezésük és megismerésük
Ausztrália és Indonézia, valamint Dél-Amerika őslakói évezredek óta ismerik az erszényeseket. Az európaiak először a mai Indonéziáig elhajózó arab utazók beszámolóiból értesültek róluk. A nagy földrajzi felfedezések idején először Amerikában fedeztek fel erszényeseket. A Brazíliában járt Vincente Yañez Pinzón 1500-ban eleven oposszumot hozott a spanyol királyi udvarba. Az újvilági erszényesekről beszámoltak a későbbi utazók is, köztük John Smith kapitány. A délkelet-ázsiai erszényesekről az első híreket a portugál és spanyol gyarmati tisztviselők küldték Európába. Később főként a holland, majd az angol és a francia felfedezők számoltak be rendszeresen a „keleti erszényesekről”. A természettudósok egy része, köztük Buffon vitatta, hogy az Újvilágon kívül másutt is élnének erszényes állatok. A vitát végül James Cook, Joseph Banks és Sidney Parkinson 1770-es ausztráliai megfigyelései döntötték el.
A 18. században Peter Simon Pallas, John Graham Kerr, Eberhard August Wilhelm von Zimmermann, George Shaw, a 19. században Johann Karl Wilhelm Illiger, Anselme Gaëtan Desmarest, John Edward Gray, Richard Owen, John Gould, Thomas Oldfield, a 20. század első felében pedig – többek között – Ellis Troughton tett sokat az erszényesek megismeréséért. Az erszényesek biológiájára vonatkozó mai ismereteinket jelentős mértékben a CSIRO nevű ausztrál kutatási szervezet munkatársainak köszönhetjük.

## Evolúciójuk
Az ősi erszényesek fosszilis maradványait valamennyi kontinensen megtalálták. Európában a leghíresebb erszényes leletek a párizsi Montmartre gipszrétegeiből kerültek elő: Georges Cuvier a segítségükkel bizonyította korrelációs elméletét.

### Az erszényesek kialakulása
A legősibb, minden kétséget kizáróan erszényesektől származó fosszilis maradványok 83 millió éves, azaz a felső kréta kampaniai emeletébe sorolt kőzetekből kerültek elő. A kutatók azonban úgy vélik, hogy a mai erszényesek őseinek fejlődése már 135–140 millió éve különvált a méhlepényesekétől. Az erszényesek sokáig együtt fejlődtek olyan, ma már kihalt állatcsoportokkal, amelyek képviselői közül legismertebbek a Sinodelphys (alsó kréta, barrémi emelet, 125 millió éves) és a Deltatheridium (felső kréta, kampaniai emelet, 75 millió éves). Ezek nem igazi erszényesek voltak, hanem olyan, kihalt emlőscsoportok tagjai, amelyek jóval közelebbi rokonai voltak az erszényeseknek, mint a méhlepényes emlősöknek.

### Egykori elterjedésük
Az erszényesek kialakulási központjának régebben Dél-Amerikát, újabban Észak-Amerikát (és néhányan Ázsiát) tekintik. Az ősi erszényesek már a kréta időszakban kirajzottak Észak-Amerikából Európa, illetve Dél-Amerika felé, sőt, az időszak végére Dél-Amerikán át az akkor még jégmentes Antarktiszra is eljutottak. A paleocénban az erszényesek már Afrikában és Ázsiában is megjelentek, az Antarktiszon át pedig birtokba vették Ausztráliát; ekkor tehát valamennyi kontinensen előfordultak. Később, a kontinensek vándorlása szétdarabolta a szárazulatokat.
Ázsiában és Afrikában hosszú távon nem maradtak fenn az erszényesek. Európában és Észak-Amerikában viszont aránylag sokáig, egészen a miocénig, azaz 10 millió évvel ezelőttig előfordultak. Az Antarktisz a déli pólus felé sodródott, és 34 millió éve, az oligocénben megkezdődött a kontinens eljegesedése is, ami végül az antarktiszi erszényesek kihalásához vezetett. Így a kontinensek közül csak Ausztráliában és Dél-Amerikában maradtak fenn az erszényesek.
Ausztrália az eocénben, 52 millió évvel ezelőtt vált külön az Antarktisztól, így azóta az ausztráliai erszényesek teljesen elszigetelten fejlődtek. Hasonló volt a helyzet Dél-Amerikában is: a kontinens elszigeteltsége 34 millió éve, az oligocénben kezdődött, és 1,5 millió évig, a pleisztocénig fennállt. Az akkor kialakuló Panamai-földnyelven végigmenve egyes erszényesek ismét birtokba vették Észak-Amerikát. A dél-amerikai erszényesfajok többsége viszont kihalt, mert nem bírták a versenyt az Észak-Amerikából beáramló méhlepényes emlősökkel: ez volt a nagy amerikai faunacsere.

### Néhány fosszilis erszényes

#### Európai őserszényesek
A legismertebb európai őserszényes az oposszumok rokonságába tartozó Peratherium, amelynek maradványait Észak-Amerikában is megtalálták. A Georges Cuvier által 1805-ben a Montmartre gipszrétegeiben talált ősi oposszum (Peratherium cuvieri) is ehhez a nemhez tartozott.
A németországi Messel olajpalás lelőhelyén több eocén korú erszényes, például a Peradeces és az Amphiperatherium fosszilis maradványait is megtalálták, méghozzá kivételesen jó állapotban.

#### Dél-amerikai őserszényesek
A Dél-Amerikában talált fosszíliák közül az egyik legérdekesebb csoportot a Sparassodonta rend alkotja. A Sparassodonták Dél-Amerika jellegzetes és változatos, ragadozó életmódot folytató élőlények voltak. Nem tartoztak az erszényesek közé, de azoknak közeli rokonai voltak, szintén a Metatheria csoportban. Már a korai paleocénben megjelentek, és egészen a pleisztocénig fennmaradtak. Kipusztulásuk valószínűleg a pleisztocén során Észak-Amerikából Dél-Amerikába beözönlő méhlepényes ragadozók térhódításával hozható összefüggésbe. A Sparassodonták legismertebb képviselője a miocénban élt, pumára emlékeztető Borhyaena. Argentína pliocén korú lelőhelyeiről ismert a Thylacosmilus, amelyet a megnövekedett felső szemfogai miatt "kardfogú erszényesnek" is szokás nevezni. A Sparassodonták kutatásában a legtöbb eredményt az argentin őséletbúvár, Florentino Ameghino érte el.

#### Az ausztrál megafauna erszényesei
A pleisztocén idején a Földet sokkal több nagy testű szárazföldi gerinces lakta, mint manapság. Ezeket az élőlényeket összefoglalóan pleisztocén megafauna néven szokás emlegetni. Ez a megafauna az ausztrál szárazföldön is képviseltette magát, aminek részint a szárazulat akkori nagyobb kiterjedése, valamint a kevésbé száraz éghajlat lehetett az oka. Az erszényesek között is számos olyan, mára kihalt forma akadt, amelyek – méreteiket tekintve – lényegesen nagyobbak voltak a ma élő erszényeseknél. A rövidarcú kenguruformák alcsaládjába (Sthenurinae) tartozó Procoptodon tömege elérte a 200 kg-ot, a Phascolomys nevű óriásvombat pedig medve nagyságúra nőtt. Az ugyancsak erszényes Zygomaturus 300–500 kg-ot nyomott, ám az ausztrál pleisztocén legnagyobb erszényese a 2,5 tonnás Diprotodon australis volt. A Thylacoleo, vagy erszényesoroszlán különleges, pengeszerű zápfogai miatt keltette fel a kutatók figyelmét.

### Ökoevolúció
Az erszényesek törzsfejlődésében és alkalmazkodásában jelentős szerepe volt annak a ténynek, hogy ún. szigetkontinenseken maradtak fenn. Bár Dél-Amerika ma már közvetlenül kapcsolódik Észak-Amerikához, a földtörténeti múltban hosszú időn keresztül nem volt szárazföldi összeköttetésben más kontinensekkel. Még inkább igaz ez az ausztrál kontinensre, amely 52 millió éve szakadt el az Antarktisztól. Az elszigeteltség miatt Ausztráliában szinte kizárólag az erszényesek képviselték az emlősöket (eltekintve az ugyancsak őshonos tojásrakó emlősöktől), hiszen a méhlepényes emlősök közül csak a denevérek, és egyes rágcsálók települtek be Ázsia felől a pliocén folyamán, mintegy 4,5 millió évvel ezelőtt. Így Ausztráliában a legtöbb olyan ökológiai fülkét, amelyet másutt méhlepényes emlősök töltenek be, az ún. adaptív szétterjedés eredményeképpen az erszényesek foglalták el. A hasonló ökológiai feltételek pedig többnyire hasonló evolúciós alkalmazkodást eredményeznek. Ezért állíthatók párhuzamba egymással az olyan konvergens párok, mint például a farkas és az erszényesfarkas, vagy a hiéna és az erszényes ördög.

## Elterjedésük
Valamennyi kontinensen találtak fosszilis erszényesektől származó maradványokat, a recens, jelenkori erszényesek elterjedése azonban csak az ausztrál régióra, illetve Amerikára korlátozódik. Elterjedésüket a földrajztudomány (geográfia) és az állatföldrajz (zoogeográfia) szempontjai szerint is vizsgálhatjuk.

### Földrajzi értelmezésben
Földrajzi értelemben az erszényesek Ausztráliára, Új-Guineára, Délkelet-Ázsia egyes szigeteire, Dél-Amerikára, Közép-Amerikára, illetve egy faj, az északi oposszum (Didelphis virginiana) esetében Észak-Amerikára jellemzőek.

### Állatföldrajzi értelmezésben
Állatföldrajzi értelemben az erszényesek a Neotropis faunabirodalomban, a Holarctis faunabirodalom nearktikus régiójában, az e kettő közötti átmeneti zónában, valamint az Australis faunabirodalom ausztráliai régiójában, továbbá az általában Wallacea néven emlegetett átmeneti zónában őshonosak.

### Betelepített erszényesek
Betelepített állatokként egyes erszényesek Új-Zélandon, valamint az Egyesült Királyságban is előfordulnak vadon.

## Élőhely, életmód
A trópusi és a mérsékelt övben fordulnak elő. Léteznek közöttük trópusi esőerdőkben, keménylombú erdőkben, mérsékelt övi lomberdőkben, erdős sztyeppeken, nyílt füves területeken, félsivatagokban, sivatagokban, illetve hegyvidéki körülmények között élők.

### Ökológiai funkciós csoportok
Az erszényesek életmódja, alkalmazkodása igen sokrétű, ezért különféle csoportjaik a közösségeken belül igen sokféle funkciós csoporthoz tartozhatnak. Az ún. Eisenberg-mátrixban meghatározott ökológiai szerepkörök, macroniche-ek közül az erszényesek körében az alábbiakkal találkozhatunk:
- talajlakó növényevő / füvet legelő
- talajlakó növényevő / hajtást legelő
- talajlakó gyümölcsevő / mindenevő
- talajlakó húsevő
- talajlakó hangyaevő
- ásó növényevő / füvet legelő
- fára kúszó növényevő / hajtást legelő
- fán lakó növényevő / hajtást legelő
- fán lakó gyümölcsevő / mindenevő
- talajlakó gyümölcsevő / magevő
- talajlakó gombaevő / mindenevő
- szemiakvatikus rovarfogyasztó
- fán lakó fanedvevő
- talajlakó rovarfogyasztó / mindenevő
- fára kúszó rovarfogyasztó / mindenevő
- fán lakó rovarfogyasztó / mindenevő
- fán lakó nektárevő
- talajban lakó rovarevő / mindenevő

### Napszakos aktivitás
Az napszakos aktivitás szempontjából az erszényesek többsége éjjel aktív (nocturnalis), de akadnak közöttük nappal aktív (diurnalis), alkonyati (crepuscularis), valamint kitüntetett napszakhoz nem köthető (arythmicus) aktivitásúak is.

## Testfelépítés és élettan
Az erszényesek meglehetősen sokszínű, változatos állatcsoportot alkotnak. A hosszú földtörténeti múlt, illetve a különböző életmód és eltérő alkalmazkodás miatt rendkívül nagyok a különbségek. Egyes anatómiai és élettani sajátosságok azonban szinte valamennyi erszényesre jellemzőek.

### Anatómiai sajátosságok

#### Szögletnyúlvány
Az erszényesek koponyájának (cranium) egyik legszembetűnőbb jellegzetessége az állkapocscsont (mandibula) ún. állkapcsi szögletéből (angulus mandibulae) eredő szögletnyúlvány (processus angularis). A szögletnyúlvány ugyan nem csak egyedül az erszényesekre jellemző, ám náluk jellegzetes alakban befelé hajlik, míg a méhlepényeseknél egyenesen hátrafelé mutat. A mézrablóerszényeseknél a szögletnyúlvány visszafejlődött.

#### Fogazat
Fogazatuk az életmódnak megfelelően rendkívül változatos. Az ősi alaptípust a metszőfogak (dentes incisivi) nagy száma jellemzi. Ilyen fogazatuk van például a valódi oposszumoknak (fogképletük: 5/4-1/1-3/3-4/4), amelyeknél felül 2×5, alul 2×4 metszőfog található. Más erszényesekre redukált fogazat jellemző. A vombatok fogképlete például 1/1-0/0-1/1-4/4, itt tehát a metszőfogakból alul és felül is 2×1, az előzápfogakból (dentes praemolares) ugyanennyi, a zápfogakból (dentes molares) pedig alul-fölül egyaránt 2×4 található, miközben a szemfogak (dentes canini) teljesen hiányoznak. A méhlepényes emlősökkel ellentétben az erszényeseknél csak a leghátsó előzápfogak váltódnak, tejfogak (dentes decidui) tehát csak itt vannak az egyedfejlődés egy szakaszában. Az összes többi fog már eleve maradó fogként (dentes permanentes) jelenik meg.

#### Erszénycsontok
A csontos medenceövhöz (cingulum membri pelvini) erszénycsontok (epipubis, ossa marsupialia) csatlakoznak. Ezek feladata azonban nem az erszény megtámasztása, hanem különböző izmok tapadási helyéül szolgálnak. Ezt bizonyítja az is, hogy nincs összefüggés az erszény és az erszénycsontok fejlettsége között, ráadásul az erszénycsont ugyanúgy előfordul a hím állatoknál is, amelyeknek viszont nincsen erszényük. Egyes erszényeseknél az erszénycsontok visszafejlődtek, így az erszényesvakondoknál rendkívül fejletlenek, az erszényesfarkasnál pedig teljesen hiányoznak.

#### Végtagok
Az ősi erszényeseket eredetileg ötujjú végtagok jellemezték, szembefordítható (opponálható) hüvelykujjakkal. Ez a végtagtípus azonban a törzsfejlődés során számos erszényesnél módosult. Jellemző a hátsó végtag harmadik és negyedik ujjának kötőszövetes összenövése (syndactyla), amely a bandikutalakúak, valamint a Diprotodontia rend szinte valamennyi fajára jellemző. A mellső végtagon a hüvelykujj mellett gyakran a második ujj is szembefordítható, ami a kapaszkodást segíti. Ilyen mancsszerkezet jellemző a legtöbb kuszkuszra, valamint a koalára is.

#### Erszény
Az erszény (marsupium) az erszényesek névadó szerve. Ennek ellenére vannak olyan erszényesek, amelyeknek nincs erszényük, egyes fajoknál pedig az erszény csak átmeneti képződményként jelenik meg. Az erszény alaptípusa az emlőket gyűrű alakban övező bőrredő, amely az emlőkön függő utódok védelmét szolgálja. Ilyen erszény figyelhető meg a erszényes ragadozók számos talajlakó fajánál is. A legfejlettebb erszénnyel a kenguruk, a koala, a vombatok, a kuszkuszok, valamint a bandikutok rendelkeznek, náluk a kisebb utódszám, illetve az életmód miatt az utódok nagyobb védelemre szorulnak. Igen fejlett a vízioposszum erszénye is. Az erszény igen gyakran (például a vombatok, a koala, vagy a bandikutok esetében) hátrafelé, a kenguruknál azonban közismerten előre és felfelé nyílik. Az erszényt, főleg a kenguruk fejlett erszényét sokan „zsebhez” hasonlítják. Ám az erszény igen találó elnevezés, mert – az erszényzáró izom (musculus sphincter marsupii) segítségével – éppúgy zárható, mint a régi időkben használt pénztartó erszények, amelyekről ez a szerv a nevét kapta.

#### Hím állatok nemi szervei
A hím nemi szervek (organa genitalia masculina) anatómiáját tekintve az erszényesek egyik szembetűnő jellegzetessége, hogy a páros herék (testes) ún. prepeniális helyzetűek, azaz a pénisz (penis) előtt helyezkednek el. A herék a legtöbb fajnál hereborékban (scrotum) függenek, az ásó életmódot folytató erszényesvakondok esetében viszont állandó jelleggel a medenceüregben (cavum pelvis) helyezkednek el. A pénisz felépítésére jellemző, hogy a makk (glans penis) csúcsa számos fajnál mélyen hasadt.

#### Nőstény állatok nemi szervei
A női nemi szervek (organa genitalia feminina) anatómiája az erszényeseknél rendkívül sajátosan alakul, amennyiben nemcsak a petefészekből (ovarium) és a petevezetőből (tuba uterina) van kettő, hanem méhből (uterus) is. Bár a méhlepényes emlősöknél is előfordul kettős méh (uterus duplex), az erszényeseknél azonban két különálló, szeparált méhről beszélhetünk. A két méh a hüvelybe nyílik, amely az erszényeseknél ugyancsak kettős, két oldalsó hüvelyből álló rendszert (complex vaginalis) alkot. A két oldalsó hüvely felső végén a sinus vaginalisban fut össze (ide nyílik a két méh is), alsó végén pedig mindkettő önálló nyílással csatlakozik az ún. húgyivari csatornába (sinus urogenitalis), ahová a húgycső (urethra) is torkollik. Ez a húgyivari csatorna a nemi csatorna és az elvezető húgyutak közös kivezető csatornája a külvilág felé.

### Élettani sajátosságok

#### Anyagcsere
Az erszényesek anyagcseréjének intenzitását általában mérsékeltebbnek tartják, mint az azonos testméretű méhlepényes emlősökét. A méhlepényes emlősök átlagos alapanyagcsere értékét általában 293 kJ/kg0,75 értéken szokás megadni, az erszényeseknél azonban ugyanez a szám átlagosan 204 kJ/kg0,75. Az erszényesek anyagcseréjének intenzitása tehát elvileg csak 70%-a a méhlepényesekének. Valójában azonban az egyes fajok alapanyagcsere értékei között jelentős eltérések vannak. A fán lakó, csekély tápértéket képviselő eukaliptuszon élő koalánál az alapanyagcsere érték meglehetősen alacsony (161 kJ/kg0,75), az apró termetű, de igen aktív, energiadús nektárral és virágporral táplálkozó mézrablóerszényes viszont rendkívül élénk anyagcseréjű állat (alapanyagcsere értéke 463 kJ/kg0,75). Az erszényesek tehát általában kevésbé intenzív anyagcseréjűek, mint a méhlepényesek, de ez a megállapítás nem vonatkozik feltétlenül valamennyi fajukra.

## Táplálkozás
Növényevők. Nem kérődzenek.

## Szaporodás, egyedfejlődés, utódgondozás

### A szaporodásmód főbb sajátosságai
Az erszényesek szaporodása lényegesen eltér a többi ismert emlősétől. Eleven utódokat hoznak a világra, ám az újszülöttek (neonatus) lényegesen fejletlenebbek, mint a méhlepényes emlősöknél. Ennek oka elsősorban az, hogy fejlett méhlepény hiányában korlátozottak az anyaállat testében fejlődő utód tápanyagokkal való ellátásának lehetőségei. Így csak viszonylag rövid, néhány hetes vemhességi időre van lehetőség, utána az utódoknak meg kell születniük. Az újszülött erszényesek fejletlensége valószínűleg összefügg a kettős hüvelyen (complex vaginalis) keresztül történő világra jövetel sajátos módjával is. Ez ugyanis a méhlepényesekéhez hasonló fejlettségű újszülöttek esetében jelentős nehézségekkel járna.
Az újszülött erszényeseket többen embrionális fejlettségűnek nevezik, utalva arra, hogy fejlettségük sok tekintetben a méhlepényesek embrióinak felel meg. Ugyanakkor az embriók nem képesek szájon át táplálkozni és saját tüdejüket használva lélegezni, az újszülött erszényesek azonban erre már mind képesek. Az anyaállat testében lezajló fejlődés során ugyanis elsőbbségük van mindazon szerveknek, amelyek a külvilágban való életben maradáshoz már közvetlenül a születés után elengedhetetlenek (légzőszervek, emésztőkészülék, sok fajnál karmos mellső végtagok stb.). Amelyekre ekkor még nincs feltétlenül szükség (például a kenguruk hátsó lábai), csak később indulnak fejlődésnek. Emiatt a praktikus egyedfejlődési stratégia miatt Geoffrey B. Sharman az újszülött erszényesek fejlettségi állapotát „praktikusan embrionális” állapotnak nevezte.

### Párzás és megtermékenyülés
A nőstény erszényesek nemi szerveinek sajátos felépítése miatt párzáskor (copulatio) a hím állat péniszét nem a hüvely, hanem elsősorban a húgyivari csatorna fogadja be. Maga a párzás legtöbbször gyors, 1-2 perces aktus, ám az óriáskenguruknál a fél órát is meghaladhatja. Ez utóbbi esetben az aktus során többször is történik ejakuláció. Az ejakulátum kémiai összetétele bizonyos mértékben különbözik más emlősökétől, mert a fruktóz energiaszolgáltató szerepét az erszényeseknél az N-acetil-glükózamin veszi át.

## Erszényesek az állatkertekben
A magyar állatkertek közül a miskolci vadasparkban, a Szegedi Vadasparkban, a budapesti állatkertben, a veszprémi vadasparkban és a jászberényi állatkertben élnek kenguruk.
A koala bár igen kedvelt állat, egyoldalú táplálkozási igényei miatt tartása igen költséges. Ausztráliában gyakori és kedvelt állatkerti állat, sok állatkertben megtalálható. Ausztrálián kívül azonban kevés helyen tartanak koalákat. Európában kevés állatkertben találkozhatunk vele, elsősorban a ritkasága és magas tartási költségei miatt. Ma már Dél-Európában termesztett eukaliptusszal takarmányozzák, amely valamelyest csökkenti a kiadásokat. Legközelebb a bécsi állatkertben látható.